# Новое Подвязново
Новое Подвязново — деревня в Ногинском районе Московской области России, входит в состав городского поселения Ногинск.

## Население
| 1852 | 1859 | 1926 | 2002 | 2006 | 2010 |
| ---- | ---- | ---- | ---- | ---- | ---- |
| 57   | ↗71  | ↗195 | ↗319 | ↘296 | ↘265 |

## География
Деревня Новое Подвязново расположена на востоке Московской области, в южной части Ногинского района, на Горьковском шоссе М7, примерно в 34 км к востоку от Московской кольцевой автодороги и 6 км к юго-западу от центра города Ногинска.
В 3 км к востоку от деревни проходит Московское малое кольцо А107, в 7 км к западу — Монинское шоссе Р109, в 12 км к югу — Носовихинское шоссе, в 4 км к востоку — пути тупикового ответвления Фрязево — Захарово Горьковского направления Московской железной дороги. Ближайшие сельские населённые пункты — деревни Борилово, Каменки-Дранишниково и Новые Псарьки.
В деревне одна улица — Центральная.
Связана автобусным сообщением с городами Москвой, Ногинском, Старой Купавной и Электроугли, рабочими посёлками Монино и Обухово (маршруты № 31, № 34, № 43, № 322).

## История
В середине XIX века деревня Подвязное относилась ко 2-му стану Богородского уезда Московской губернии и титулярному советнику Константину Павловичу Нарышкину. В деревне было 5 дворов, крестьян 31 душа мужского пола и 26 душ женского.
В «Списке населённых мест» 1862 года Подвязная (Аборино) — владельческая деревня 2-го стана Богородского уезда Московской губернии по правую сторону Владимирского шоссе (от Богородска), в 14 верстах от уездного города и 18 верстах от становой квартиры, при реке Каменке, с 9 дворами и 71 жителем (37 мужчин, 34 женщины).
По данным на 1890 год — деревня Шаловской волости 2-го стана Богородского уезда, при деревне работала шёлково-ткацкая фабрика крестьянина Григория Носкова, на которой трудилось 14 рабочих.
В 1913 году — 27 дворов.
По материалам Всесоюзной переписи населения 1926 года — центр Подвязненского сельсовета Пригородной волости Богородского уезда в 0,5 км от Владимирского шоссе и 4,3 км от станции Богородск Нижегородской железной дороги, проживало 195 жителей (94 мужчины, 101 женщина), насчитывалось 39 хозяйств, из которых 32 крестьянских.
С 1929 года — населённый пункт Московской области в составе:
- Каменско-Дранишниковского сельсовета Богородского района (1929—1930)[15],
- Каменско-Дранишниковского сельсовета Ногинского района (1930—1954)[16],
- Аксёно-Бутырского сельсовета Ногинского района (1954—1957, 1959—1963, 1965—1994; адм. центр с 1977 года)[17][18],
- Афанасово-Шибановского (Загорновского) сельсовета Ногинского района (1957—1959)[19],
- Аксёно-Бутырского сельсовета Орехово-Зуевского укрупнённого сельского района (1963—1965)[20],
- Аксёно-Бутырского сельского округа Ногинского района (1994—2006, адм. центр)[18],
- городского поселения Ногинск Ногинского муниципального района (2006 — н. в.)[21][22].